# Aetorrachi, Elida
Aetorrachi  este un oraș în Grecia în prefectura Elida.